# Purpurküpe

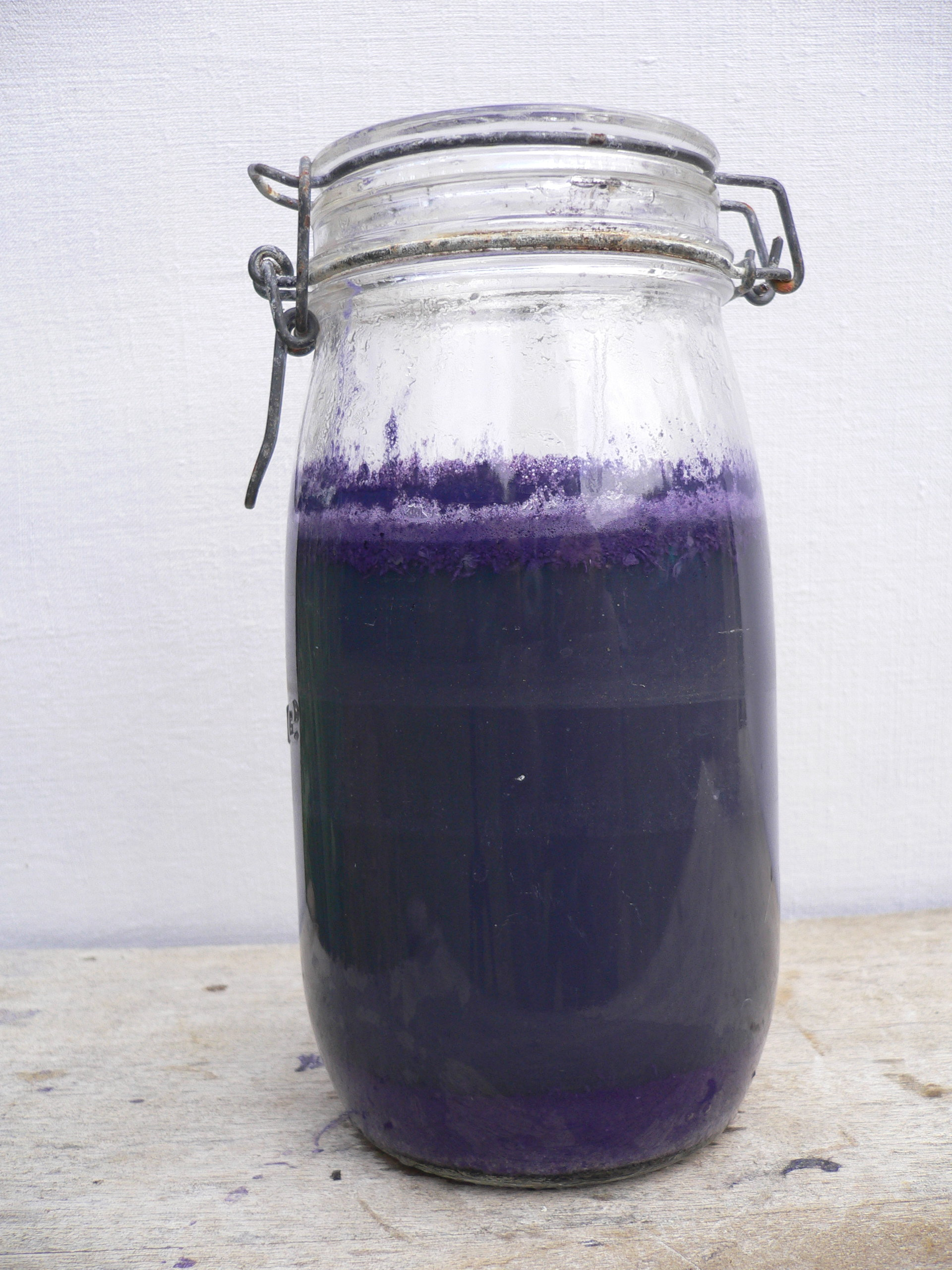
Aus der Purpurschnecke Hexaplex trunculus gewonnener Echtpurpurrohstoff.

Die Purpurküpe ist das Färbebad, um Stoffe mit echtem Purpurfarbstoff herzustellen. In der Antike wurde als Material für Purpurstoffe vorwiegend Wolle und Seide verwendet. Purpurschnecken, wie Hexaplex trunculus, Bolinus brandaris, Stramonita haemastoma, waren der Ausgangspunkt für die färbende Substanz. In der Fermentationsküpe wird das biologische Material der Schnecken fermentiert und durch einen Küpeprozess wird die farbgebende Substanz, der Purpur, auf dem textilen Stoff erzeugt.

## Geschichte
Im gesamten Mittelmeerraum sind Spuren von Purpurfabriken zu finden, die auf eine rege Aktivität in der Antike und im frühen Mittelalter hinweisen. Seit dem Fall von Byzanz im Jahre 1453 hat man nicht mehr von Purpurfärbungen im großen Stil gehört. Rezepte liegen keine vor, wohl aber beschreibt Plinius der Ältere im 1. Jahrhundert in der Naturalis historia seine Beobachtung einer Purpurherstellung:

„Man nimmt dann die Ader [hier die Hypobranchialdrüse] heraus, von der wir gesprochen haben, fügt das nötige Salz hinzu, etwa einen Sextarius auf 100 Pfund; man weicht sie nach der Regel drei Tage ein, denn die Stärke [der Zubereitung] ist umso größer, je frischer sie ist. Man erhitzt sie dann in einem Gefäß aus Blei, rechnet für 100 Amphoren Wasser 500 Pfund Färbemittel und erhitzt sie mit gleichbleibend mäßigwarmem Dampf und deswegen in der Röhre eines  langen Ofens. Wenn auf diese Weise die Fleischteile, die zwangsläufig an den Adern hängengeblieben sind, wiederholt abgeschöpft wurden und sich im Kessel alles nach etwa zehn Tagen geklärt hat, taucht man versuchsweise gereinigte Wolle in die Flüssigkeit und kocht den Saft so lange, bis die erhoffte Wirkung erreicht ist.“

## Ausführung
Chemisch gesehen geht es um die Reduktion des unlöslichen Purpurs, damit der Farbstoff haltbar auf die Faser aufziehen kann. Ausgelöst wird diese Reduktion durch die einsetzende Gärung (Fermentation) nach ungefähr drei Tagen. Dafür scheinen die organischen Bestandteile, die zwangsläufig an den Drüsen hängen bleiben, verantwortlich zu sein. Nach neuesten Versuchen darf die Küpe nicht zum Kochen kommen. Eine konstante Temperatur und die richtige alkalische Umgebung begünstigen vermutlich die Vermehrung eines Bakteriums, das die Reduktion in Gang bringt. Sie allein macht es möglich, dass der Farbstoff während des Eintauchens auf die Wolle oder Seide aufzieht und dann an der Luft zu einer der vielen Purpurvarianten von Violettrot zu Blauviolett oxidiert.

Von der Küpe zum fertigen Stoffmuster
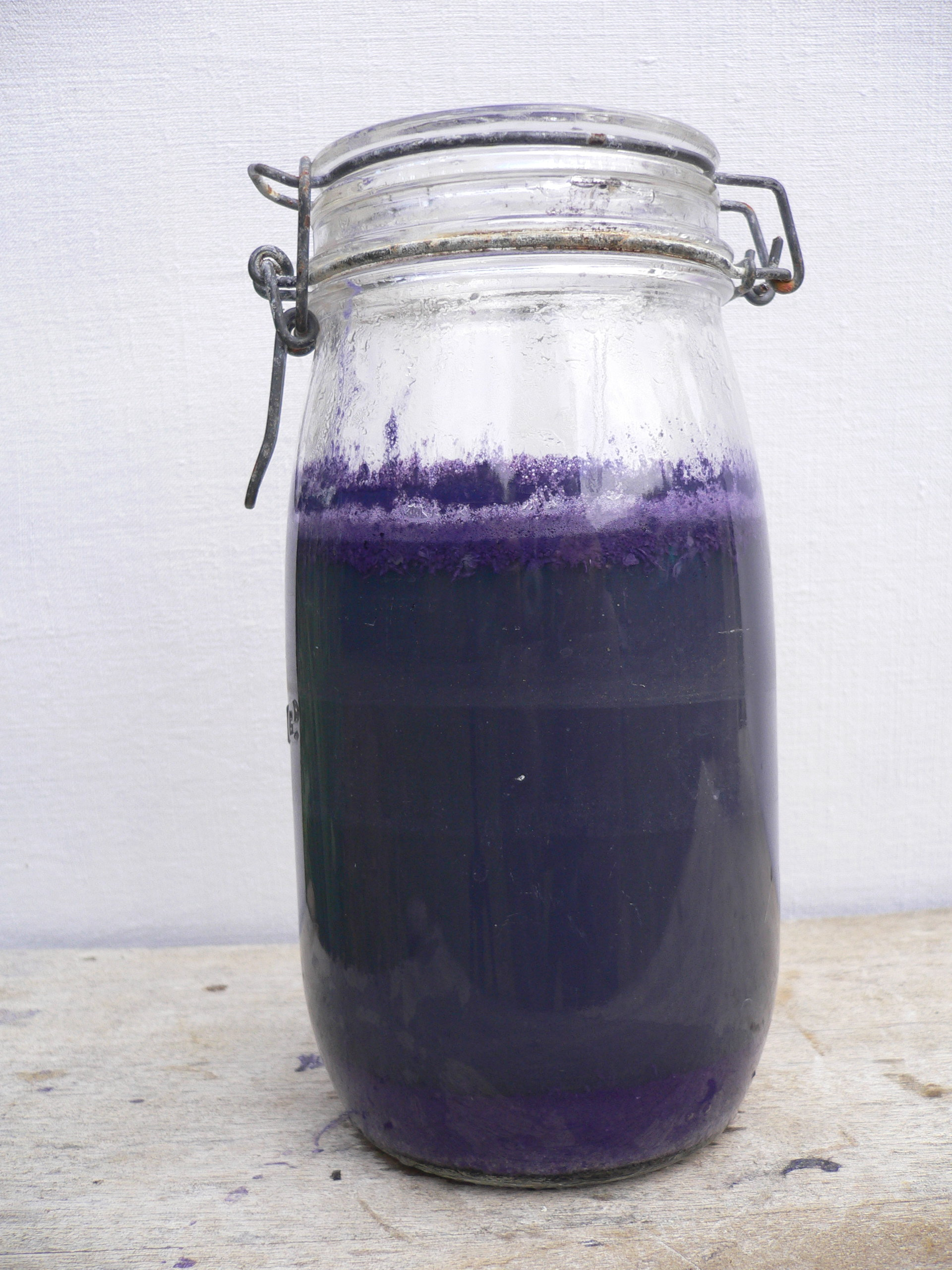
Frische Purpurküpe mit Hexaplex trunculus
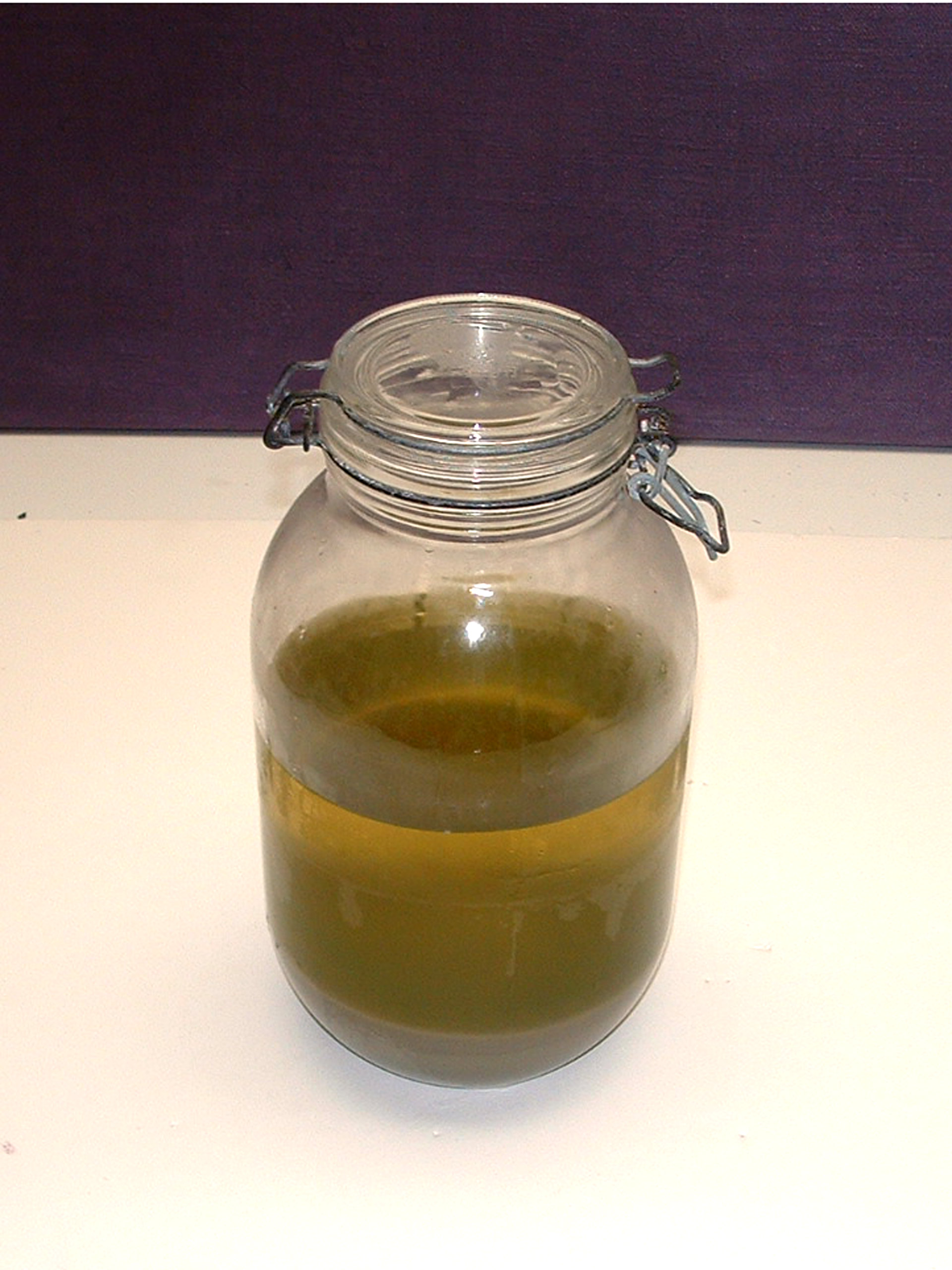
Reduzierte Purpurküpe bereit zum Färben
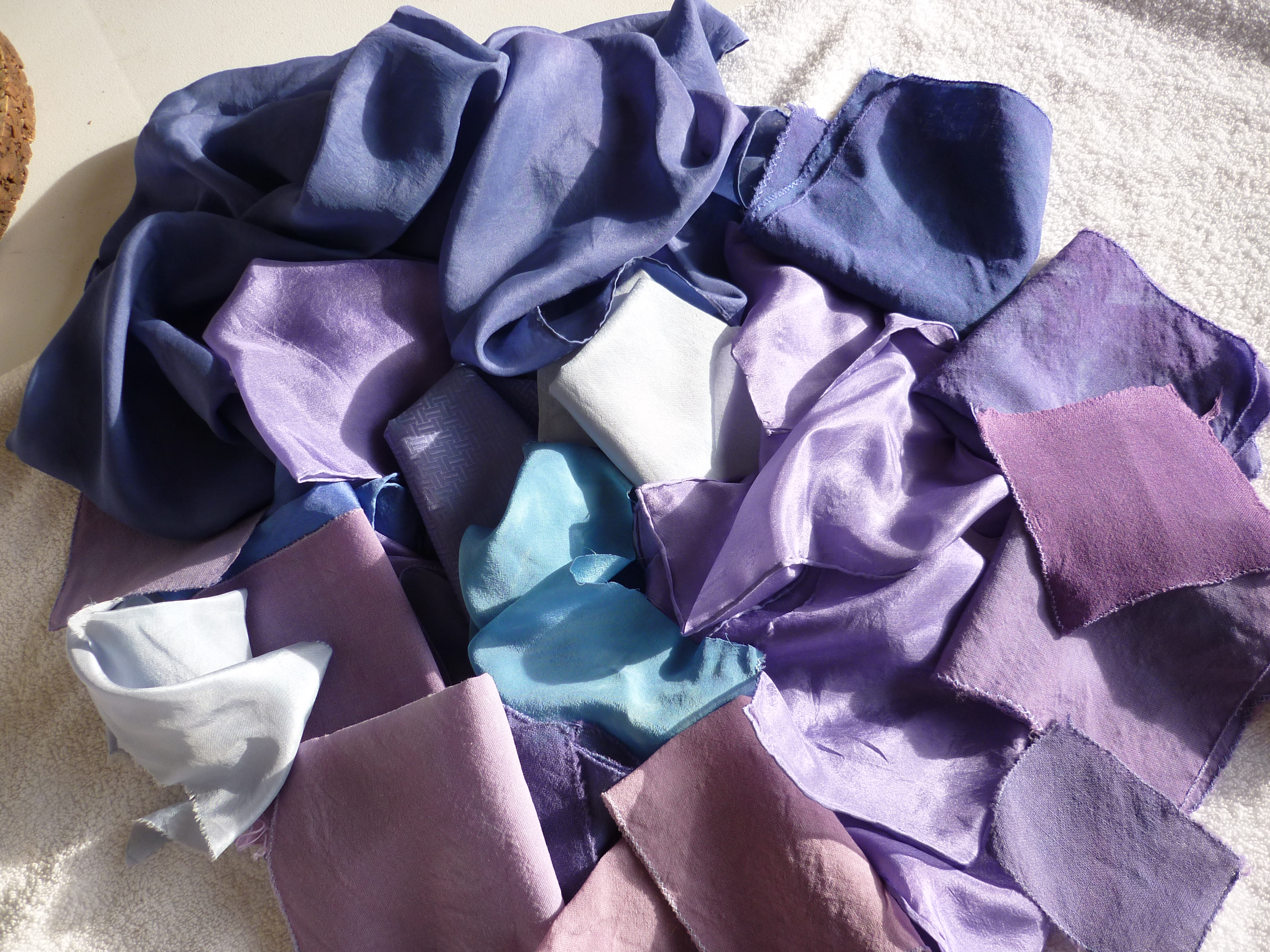
Seide in Purpurküpe gefärbt
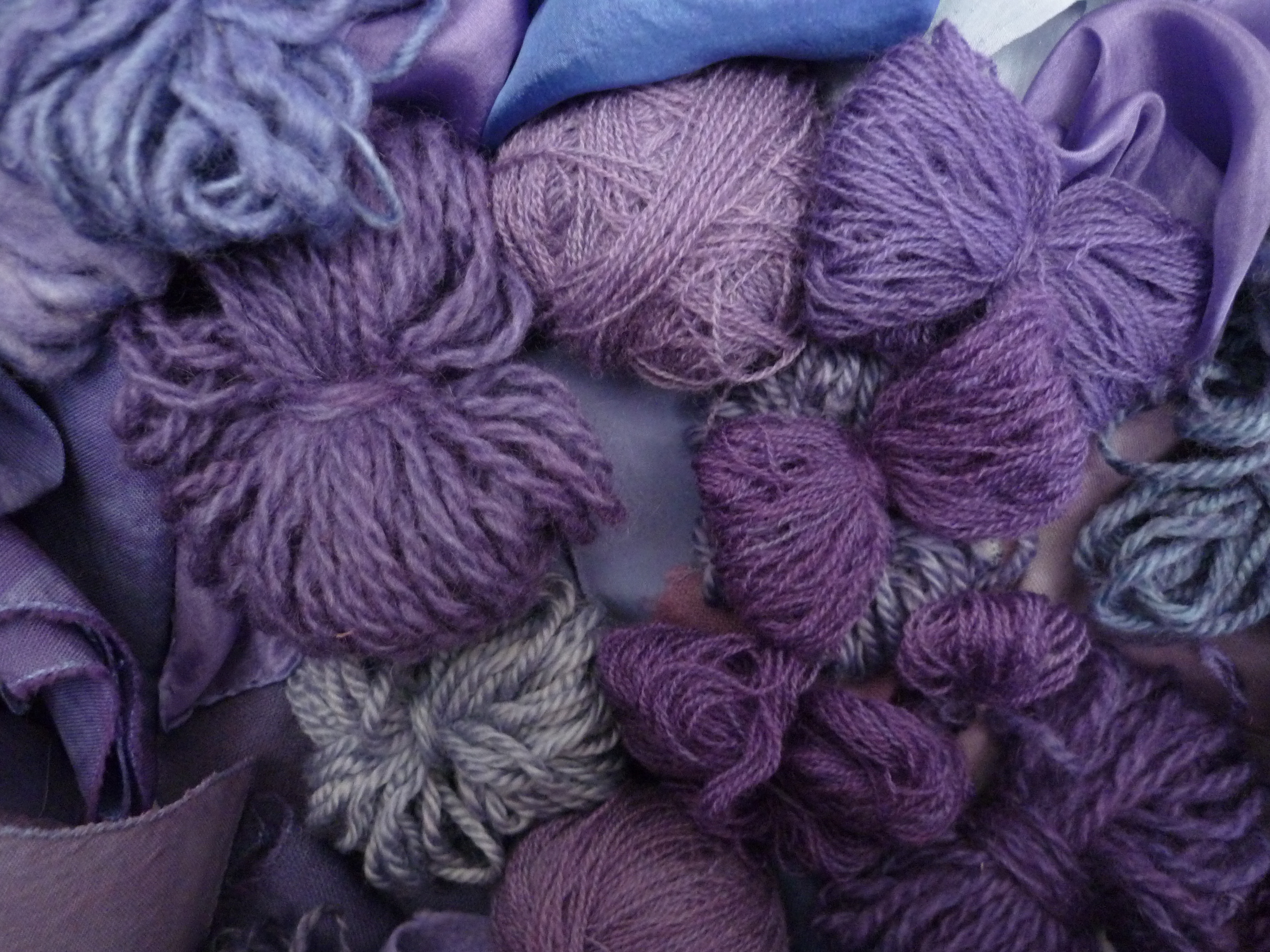
Wolle in Purpurküpe gefärbt